# Хардуик (город, Миннесота)
Хардуик (англ. Hardwick) — город в округе Рок, штат Миннесота, США. На площади 4,5 км² (4,5 км² — суша, водоёмов нет), согласно переписи 2002 года, проживают 222 человека. Плотность населения составляет 49,3 чел./км².
- Телефонный код города — 507
- Почтовый индекс — 56134
- FIPS-код города — 27-27116[1]
- GNIS-идентификатор — 0644664[2]